# Третья битва в Артуа
Третья битва в Артуа (англ. Third Battle of Artois) — наступление войск Антанты на позиции германских армий в Артуа и Шампани во время Первой мировой войны, проводившееся 25 сентября — 31 октября, в отдельных местах до 4 ноября, 1915 года. Основных целей — прорыв германского фронта и отвлечение германских сил с Восточного фронта — союзники не добились.

## Подготовка наступления
В июле 1915 года немцы перебросили многие соединения с запада на Восточный фронт для продолжения Горлицкого наступления. С другой стороны, прибытие 3-й английской армии позволило главнокомандующему французской армией генералу Ж. Жоффру рассмотреть возможность главного удара в Шампани 4-й и 2-й французскими армиями и крупной операции в Артуа силами 1-й английской и 10-й французской армии. Верховное командование союзников надеялось на прорыв фронта и последующее общее наступление.
По плану уточненному в середине лета, союзные армии наносили два мощных удара по германских войскам в Артуа и Шампани с целью разгрома противника в северных департаментах Франции. Прорыв предусматривалось осуществить на более широком фронте, чем в предыдущих попытках прорыва. В Шампани (восточнее Реймса) на участке шириной в 35 км, а Артуа (в районе Арраса) — шириной в 22 км. Перед наступлением англо-французские войска имели довольно солидное преимущество в численности перед германскими войсками. Отвлекающие действия наносили французские части (для содействия наступления в Артуа), а также английские и бельгийские части. Операция готовилась в условиях секретности, производились перегруппировки, строился новый участок железной дороги, наводились дополнительные мосты через Марну, для подхода подкреплений, в район наступления было подвезено до 6 300 000 артиллерийских снарядов. Все же подготовка к прорыву не могла остаться не замеченной для германского командования. Благодаря разведке (в том числе и воздушной), германцы узнали о готовящемся наступлении и подтянули в район предполагаемого прорыва дополнительные части пехоты и артиллерии.

## Начало наступления
Наступление в Шампани началось 25 сентября. Во время артиллерийской подготовки было израсходовано до 3 миллионов снарядов. Артиллерийский огонь нанес большие разрушения первой линии окопов, однако вторая была почти не тронута. Затем в атаку поднялась пехота, овладев первой линией, солдаты залегли, требуя, чтобы артиллерия уничтожила проволочные заграждения и подготовила атаку на вторые позиции. Однако порядок наступления нарушился, дивизии перемешались, организованный бой перерастал в разрозненные атаки отдельных, частей, ударная сила которых непрерывно таяла. До 28 сентября продолжались ожесточенные окопные бои с переменным успехом, германцы получив подкрепления выбили наступавших из второй линии окопов, однако перегруппировав силы при артиллерийской подготовке французские войска вновь пошли в атаку, вновь завязав упорные бои.

## Наступление в Артуа
Подобным образом ситуация развивалась и в Артуа. После артиллерийской подготовки перед наступлением пехоты, за 40 минут до атаки, пустили газ из баллонов и нейтральный дым из дымовых шашек. Атака пехоты впервые прикрывалась дымовой завесой. Однако условия для химической подготовки атаки были не совсем благоприятны. Ветер был слабым и менял направление.
Вечером 25-го сентября левые части 33-го армейского корпуса взяли замок Карлёль и кладбище Сушез, а 21-й армейский корпус вышел на дорогу Сушез-Ангр. 27-го числа немцы оставили Сушез, а 21-й армейский корпус занял часть лесов Аша и Живанши. 28-го числа 58-я и 77-я пехотные дивизии овладели высотами Вими-Ридж, а 6-я пехотная дивизия, со своей стороны, достигла высоты 140. Наступавшим удалось прорваться на фронте шириной 7 км и в глубину 3 км, однако последующие атаки успеха не имели.

## Траншейные бои
28 сентября французское командование отдает приказ взять вторую линию окопов «во что бы то ни стало». Вновь завязались ожесточенные «траншейные бои», однако подразделения, ворвавшиеся в окопы, были уничтожены или взяты в плен, а остальные части отражены огнём и контратаками с большими потерями. Видя бесперспективность атак французское командование начало методичную подготовку к атаке второй линии, подтянув резервы и проведя артиллерийскую подготовку, однако германцы тоже увеличили число своих войск в 1,5 раза. Однако новые попытки прорыва также не имели успехи и 7 октября атаки были прекращены. До 20 октября французы отражали контратаки германцев и закреплялись на занятом рубеже. Обе стороны применяли химические и зажигательные снаряды.

## Результаты
В итоге осенней операции в Шампани и Артуа англо-французы сумели захватить небольшой участок 22 км в ширину и 3-4 км, в глубину. Французам не удалось прорвать вторую линию обороны немцев, и прорыв не был достигнут. После операции в Артуа и Шампани англо-французское командование прекратило наступательные действия на всем франко-германском фронте и перешло к позиционным формам борьбы.